# Neoanchisquilla semblatae
Neoanchisquilla semblatae is een bidsprinkhaankreeftensoort uit de familie van de Squillidae. De wetenschappelijke naam van de soort is voor het eerst geldig gepubliceerd in 1991 door Moosa.